# Ponte dei Santi
Il ponte dei Santi è una costruzione di origine medievale situata nel comune di Collepardo, in provincia di Frosinone, da cui dista circa 8 km; si trova invece a metà strada tra la Certosa di Trisulti e la frazione di Civita. 

## Storia
Il ponte è stato costruito nell'XI secolo per volontà di san Domenico da Foligno, eremita, asceta, abate e fondatore di due dei monasteri che ancora si trovano nel territorio di Collepardo: il monastero di San Domenico e il monastero di San Nicola, nella frazione di Civita.
San Domenico, intorno all'anno Mille, si era ritirato in una grotta sottostante il monte Porca per intraprendere una vita eremitica e di contemplazione, ma dal momento che la sua fama iniziò a crescere si formò intorno a lui un nutrito gruppo di seguaci. Nel 999 fondò il monastero di San Bartolomeo, poi denominato di San Domenico in ricordo del suo fondatore. Sull'altro lato della valle, dove oggi sorge il centro abitato di Civita, fondò un altro monastero nel primo decennio del secolo XI, destinato alle vergini, dedicandolo a san Nicola da Mira, protettore delle stesse. 
Il ponte dei Santi è così chiamato poiché  teatro dell'incontro, in occasione delle principali feste liturgiche, tra le due comunità monastiche che lì si incontravano per ascoltare i sermoni del santo loro ispiratore. La leggenda narra che un giorno, a causa del fragore causato dalle acque del fiume, non fosse possibile ascoltare le parole del santo; così egli, con un gesto della mano, calmò le acque per tutta la durata del suo discorso. 
I sentieri che scendevano verso valle dai due monasteri sono ancora in parte percorribili: dal lato che conduce alla certosa di Trisulti ci sono molte difficoltà nel seguire la traccia ormai coperta da numerose frane; dal lato opposto la costruzione della strada che conduce a Civita ha quasi del tutto cancellato il vecchio tragitto che risulta di difficile individuazione.